# Korkut Bey
 (mars 2020).
Si vous disposez d'ouvrages ou d'articles de référence ou si vous connaissez des sites web de qualité traitant du thème abordé ici, merci de compléter l'article en donnant les références utiles à sa vérifiabilité et en les liant à la section « Notes et références ».
Korkut Bey (en arabe : كوركوت باي), né vers 1146 et mort vers 1206. Il est le frère d'Hayme Hatun, qui est la mère d'Ertuğrul, qui est à son tour le père d'Osman Ier, le fondateur de l'Empire ottoman.

## Biographie

Logo de la tribu Dodurga de Korkut Bey.

Korkut Bey a eu deux épouses, Duru Hatun avec qui il a eu un fils nommé Tuğtekin Bey et Aytolun Hatun avec elle n'a pas d'enfants.
Sa sœur Hayme Hatun, est la mère d'Ertuğrul, qui est le père d'Osman Ier, le fondateur de l'Empire ottoman.
Korkut Bey, été le chef de la tribu turc, Dodurga des Oghuz, où il succéda à son père Turkmen Bey, qui est mort vers 1176.

### Korkut Bey dans la culture populaire
La série télévisée turque Diriliş: Ertuğrul, qui relate la vie d'Ertuğrul Gâzi de 2014 à 2019, il est interprété par Hüseyin Özay.